# Aspidoscelis tesselatus
Aspidoscelis tesselatus es una especie de lagarto del género Aspidoscelis, familia Teiidae, orden Squamata. Su masa corporal es de aproximadamente 17,95 g y mide 83 mm de longitud.

## Distribución
Se distribuye por América del Norte: Estados Unidos (Colorado, Nuevo México, Texas, Nevada) y México (Chihuahua y Coahuila).

## Taxonomía
Fue descrita por Say en 1822.
Tratamiento taxonómico
La especie aparece registrada y publicada en In James, E. Account of an expedition from Pittsburgh to the Rocky Mountains, performed in the years 1819, '20, by order of the Hon. J. C. Calhoun, Secretary of War, under the command of Major Stephen H. Long. Vol. 2. Philadelphia, H. C. Carey & I. Lea.